# Línea T11 (Metro de Estocolmo)
La línea T11 es una de las siete líneas que componen el metro de Estocolmo. Fue inaugurada el 5 de junio de 1977 y consta de 15,6 kilómetros y 12 estaciones.

## Estaciones
- Akalla
- Husby
- Kista
- Hallonbergen
- Näckrosen
- Solna centrum
- Västra skogen
- Stadshagen
- Fridhemsplan
- Rådhuset
- T-Centralen
- Kungsträdgården